# Gruimorphae
Gruimorphae là một nhánh chim bao gồm các loài trong hai bộ: Charadriiformes (choi choi, mòng biển và các họ hàng) và Gruiformes (sếu và gà nước), được xác định bằng việc phân tích phân tử. Mối quan hệ giữa các loài này là do có các đặc điểm giải phẫu và hành vi tương tự nhau. Một nghiên cứu hình thái học đã đi xa hơn để đề xuất rằng các loài chim dạng sếu có thể là cận ngành đối với các loài chim lội, với các loài gà nước có quan hệ họ hàng gần với các loài cun cút.